# شوکت ملک جهانبانی
شوکت ملک جهانبانی (۱۲۸۷–۱۳۷۴) معلم و نماینده دوره‌های ۲۳، ۲۲، ۲۱ مجلس شورای ملی بود. یکی از شش زنی است که نخستین بار در ایران در سال ۱۳۴۲ به نمایندگی مجلس برگزیده شدند. او سه دوره از تهران در مجلس شورای ملی حضور داشت و سپس به نمایندگی مجلس سنا رسید.

## زندگی‌نامه
شوکت ملک جهانبانی در سال ۱۲۸۷ زاده شد. او دیپلم خود را از فرانسه گرفته و سپس با پذیرفته شدن در دانشکده تربیت معلم تهران، به عنوان یکی از نخستین گروه‌ها در رشته آموزش دختران فارغ‌التحصیل شد. او مدارس زیادی را بنیان‌گذاری کرده و مدیر یک دبیرستان خصوصی دخترانه به نام دبیرستان ایران در جنوب تهران بود.
زنان در ایران در سال ۱۳۴۱ به حق رای دست یافتند و جهانبانی با نامزدی در انتخابات مجلس ۱۳۴۲ به یکی از شش زنی تبدیل شد که توانست برای نخستین بار به مجلس راه باید. او در انتخابات‌های مجلس ۱۳۴۶ و ۱۳۵۰ نیز برگزیده شد و برای یک دوره نیز نماینده مجلس سنا بود.
جهانبانی به زبان فرانسوی تسلط داشت.